# Собор Ананьи
Собор Ананьи (итал. Cattedrale di Santa Maria Annunziata; Cattedrale di Anagni — кафедральный собор в городе Ананьи, в провинции Фрозиноне административной области Лацио (Италия). Посвящён Благовещению Святой Марии, выполнен в романском стиле.

## Описание
Собор был построен в 1071—1105 годах. В середине XIII века в его архитектуре добавились элементы готического стиля.
Самая большая достопримечательность собора — крипта с могилой святого Магнуса Ананьинского, главного святого Ананьи и святого Секундина Ананьнского. Все стены и потолок покрыты фресками, они являются самыми лучшими работами романского/византийского искусства в Италии и стали единственным в своём роде иконографическим рисунком с элементами натурфилософией, святыми, Апокалипсисом и ветхозаветным ковчегом. Нетронутые полы косматеско сохранились в отличном состоянии. Во многих орнаментах использованы различные итерации фрактального треугольника Серпинского.
На том же уровне, что и крипта находится оратория святого Томаса также полностью украшенная фресками, но она не так хорошо сохранилась, как крипта. В музее находится рака святого Бекета (примерно одна из 48, но самая примечательная) и то, что называют митра Бекета. У западной стены стоит статуя того же времени Бонифация VIII, которая смотрит на Пьяццу Инноченцо III.

## Галерея

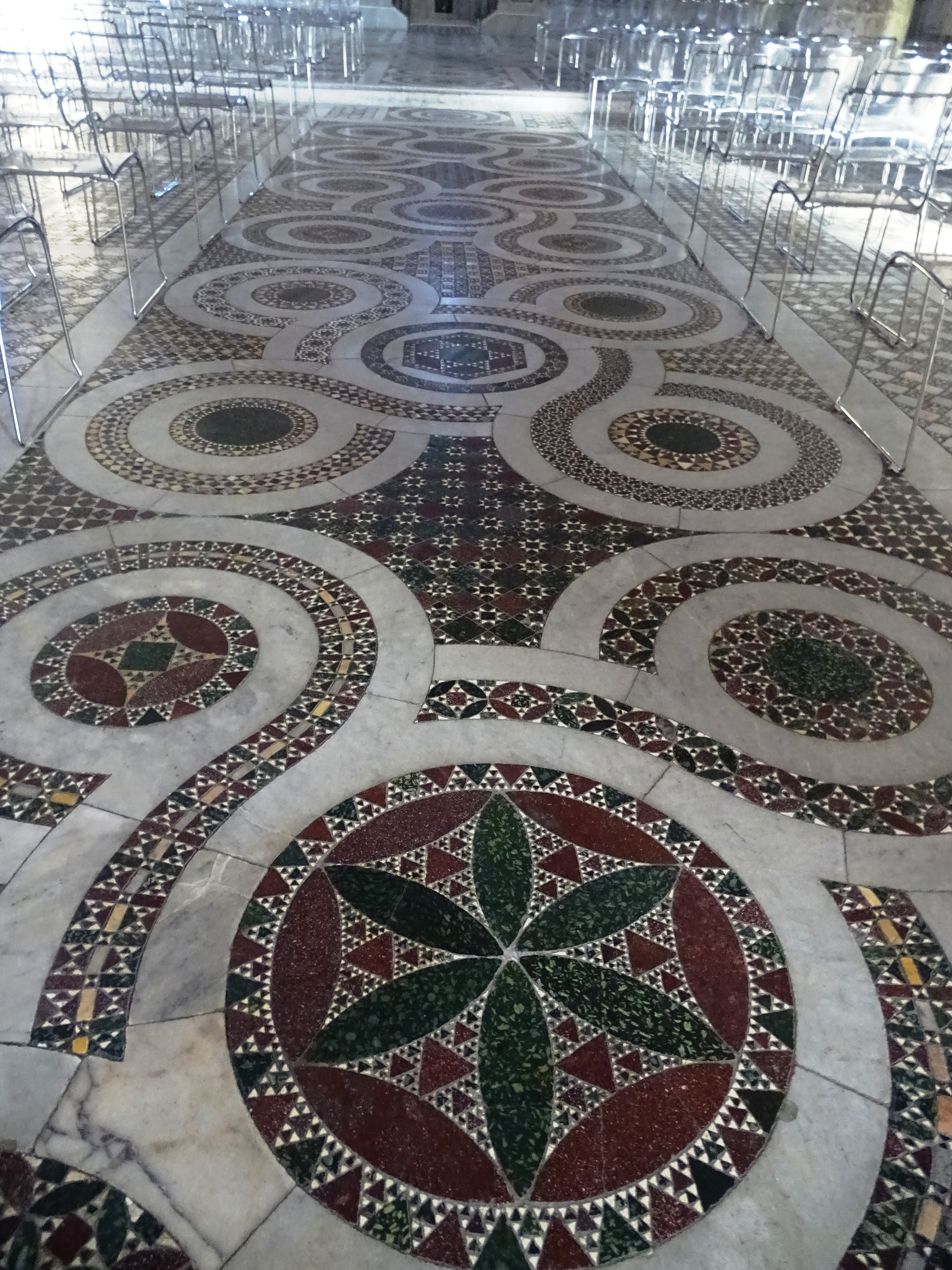
Мозаичный пол в стиле косматеско
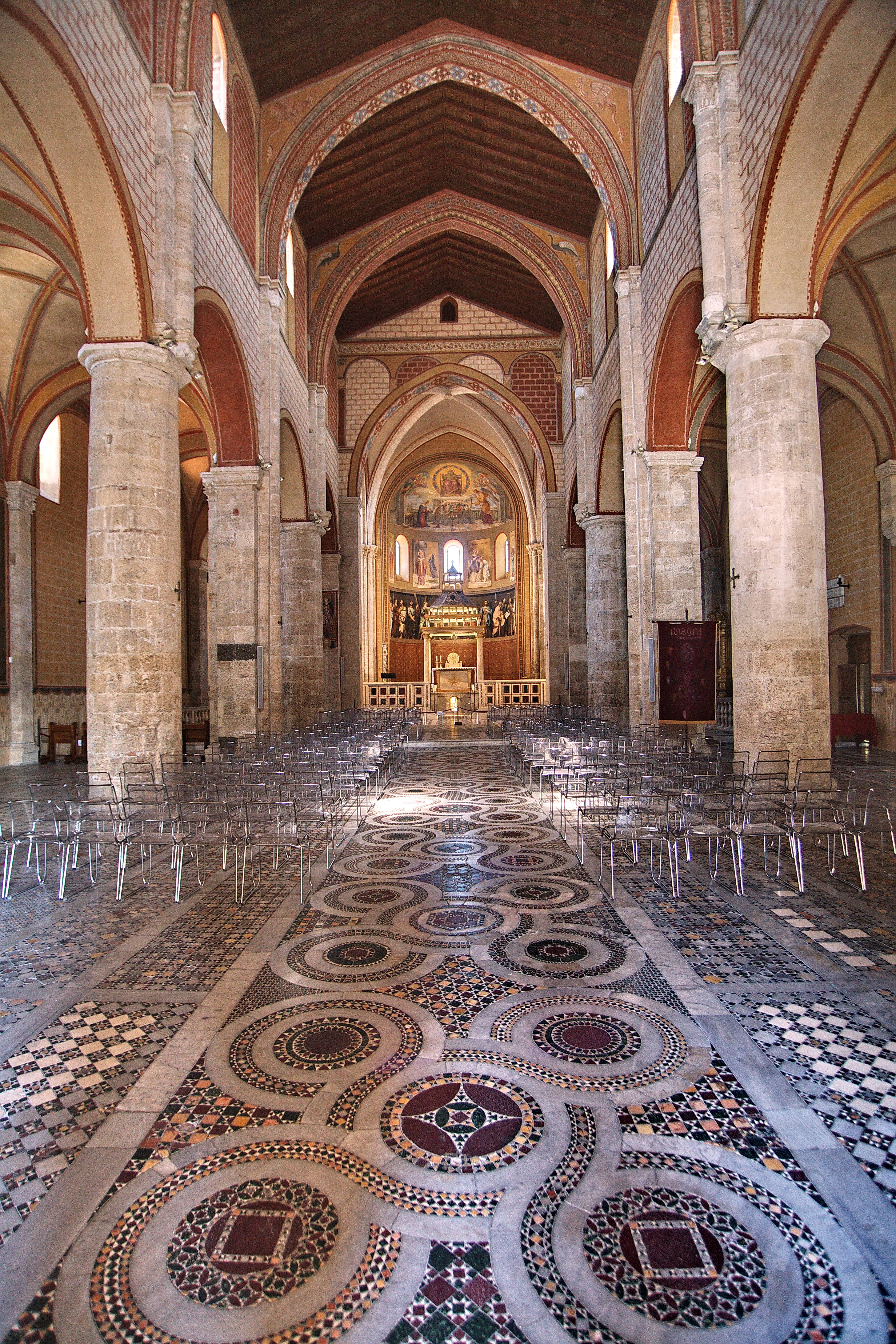
Интерьер собора
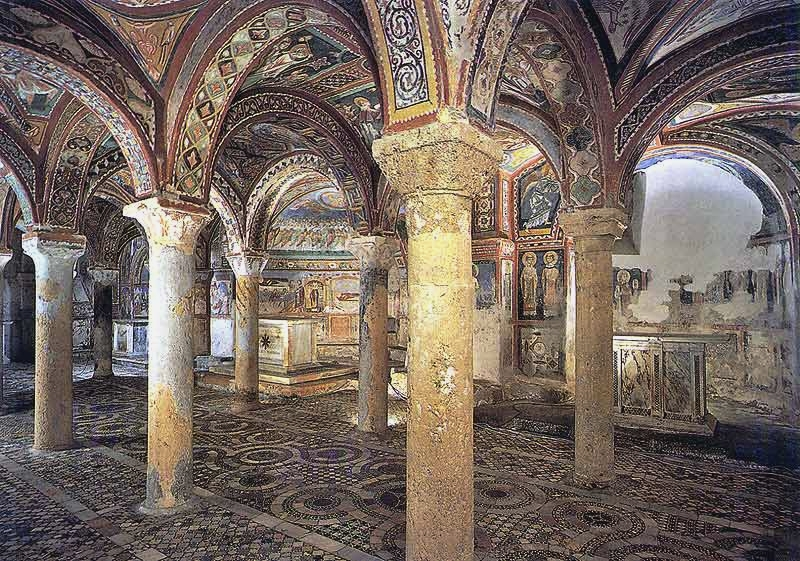
Крипта
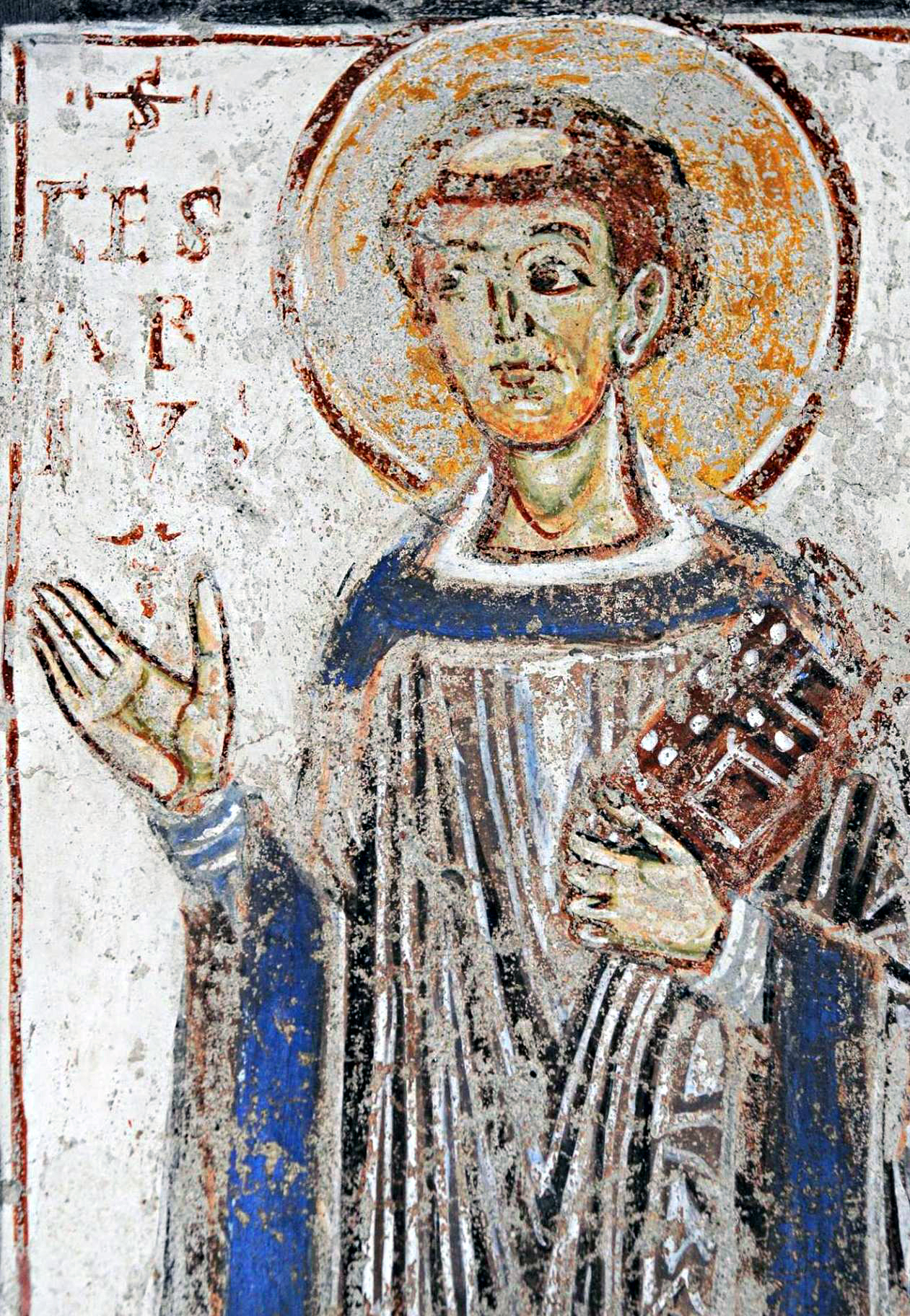
Одна из фресок собора
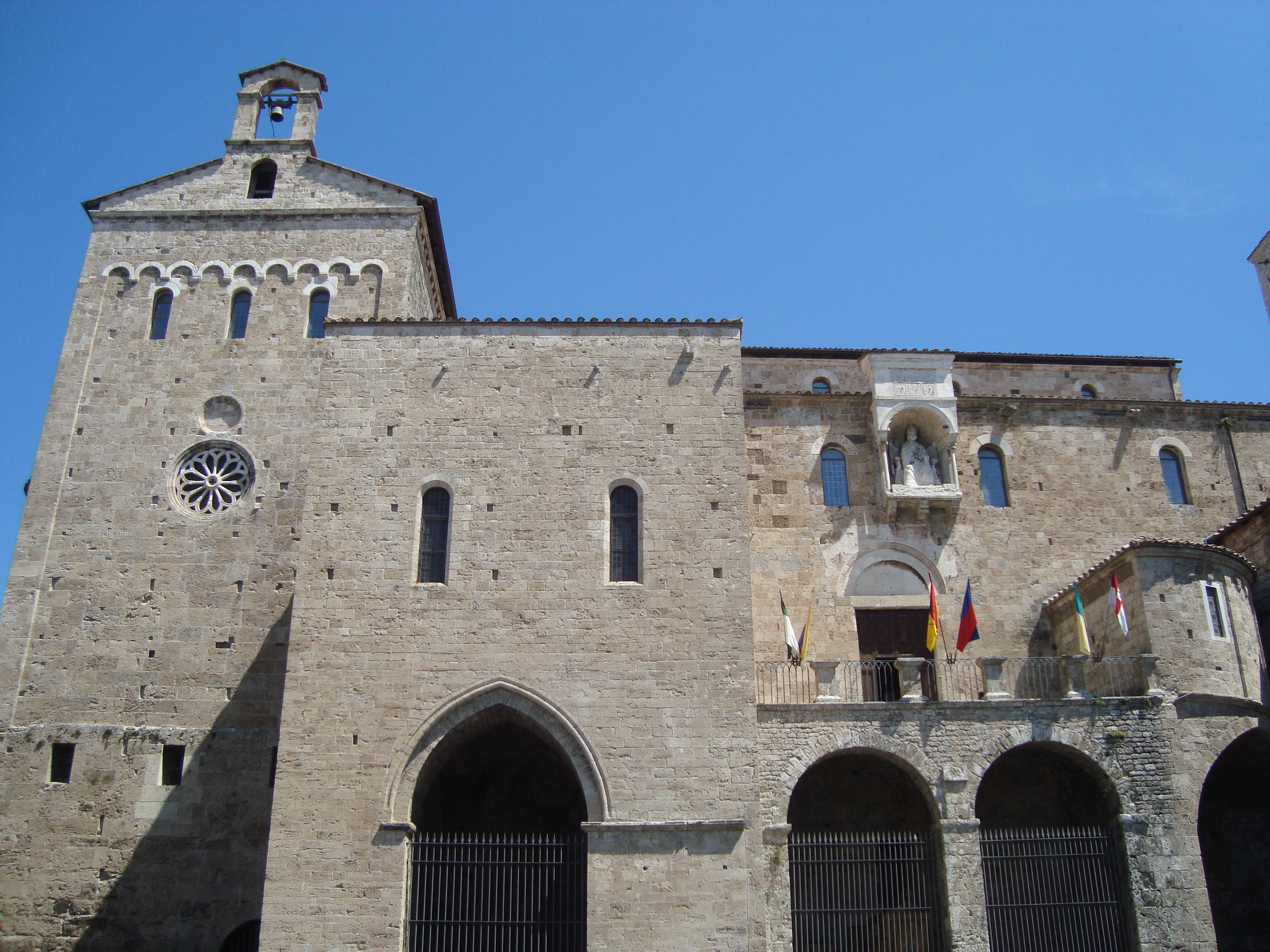
Внешний вид собора
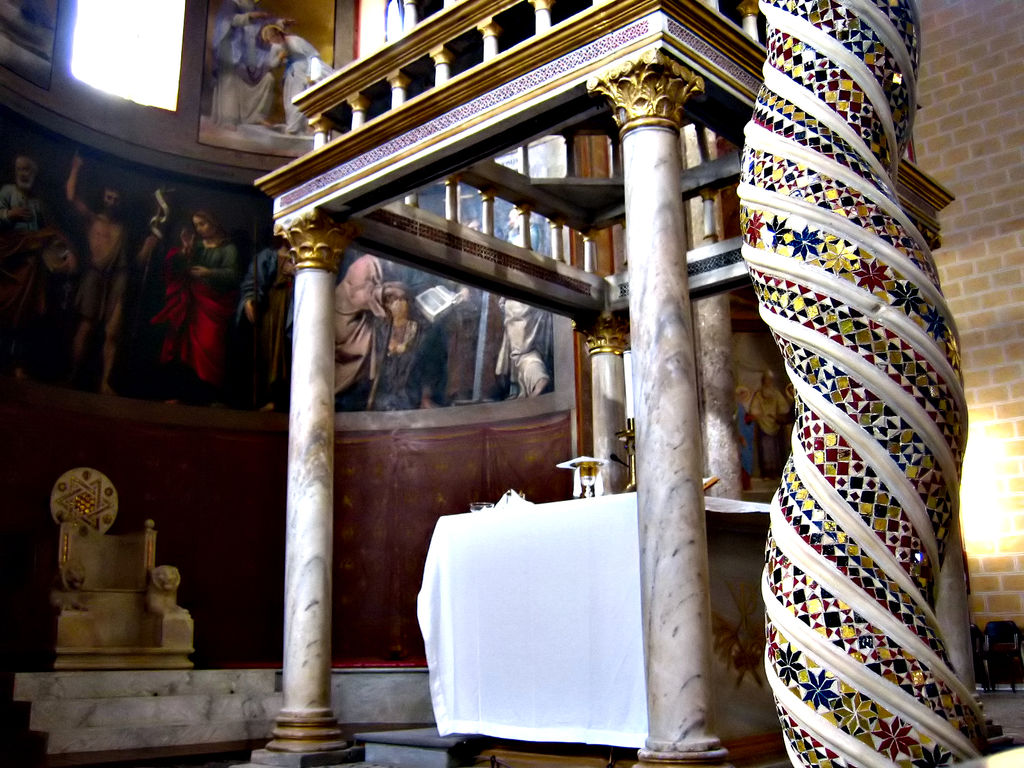
Колонна с мозаикой в стиле косматеско
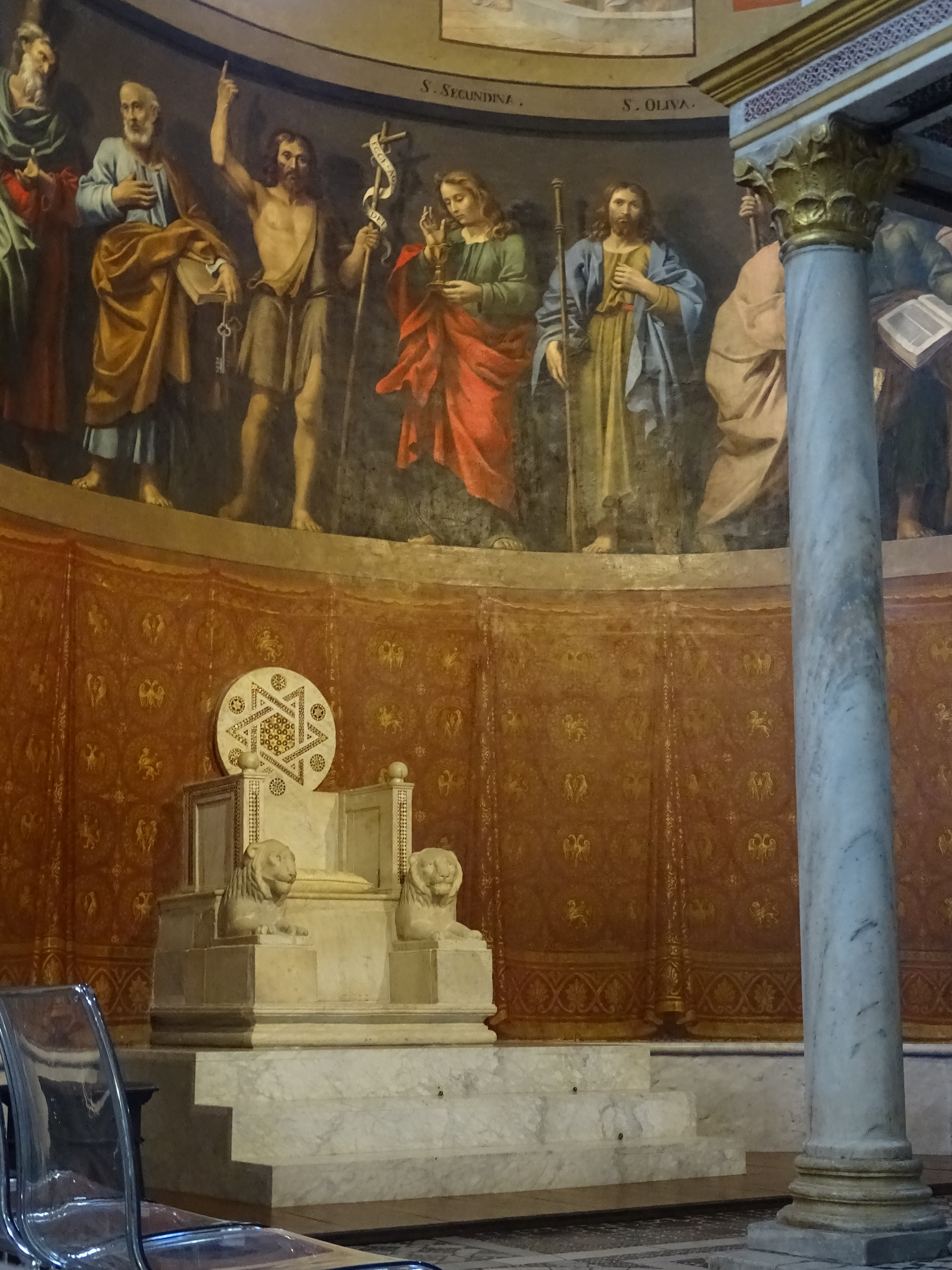
Кафедра
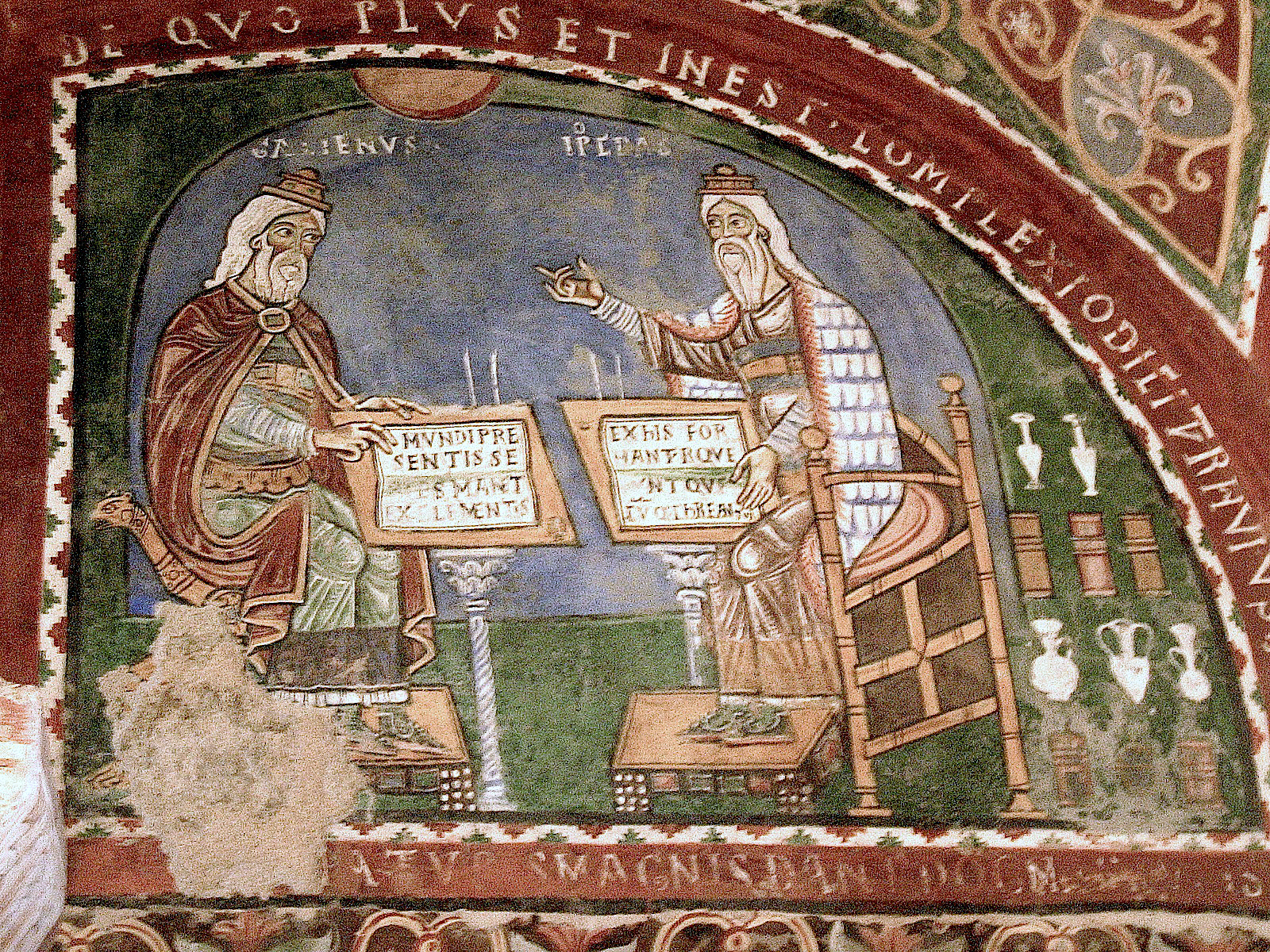
Фреска крипты